# Золотово (Красногородский район)
Золотово — деревня в Красногородском районе Псковской области России. Входит в состав Пограничной волости.

## География
Расположена на юге района, на берегу реки Синяя, в 12 км к югу от районного центра, посёлка Красногородск.

## Население
| 2001 | 2002 | 2010 |
| ---- | ---- | ---- |
| 172  | ↘146 | ↘112 |

Численность население деревни по оценке на начало 2001 года составляла 172 жителя.

## История
С января 1995 до июля 2010 года деревня входила в состав Покровской волости, упразднённой в пользу Пограничной волости.